# Lepidion
Lepidion is een geslacht van straalvinnige vissen uit de familie van diepzeekabeljauwen (Moridae). Het geslacht is voor het eerst wetenschappelijk beschreven in 1838 door Swainson.

## Soorten
- Lepidion capensis Gilchrist, 1922
- Lepidion ensiferus (Günther, 1887)
- Lepidion eques (Günther, 1887)
- Lepidion guentheri (Giglioli, 1880)
- Lepidion inosimae (Günther, 1887)
- Lepidion lepidion (Risso, 1810)
- Lepidion microcephalus Cowper, 1956
- Lepidion natalensis Gilchrist, 1922
- Lepidion schmidti Svetovidov, 1936